# 宣道會台山陳元喜小學
宣道會台山陳元喜小學是一所位於香港新界馬鞍山的一所津貼小學，於2007年開辦。

## 歷史
宣道會台山陳元喜小學原為1984年開辦的宣道會陳元喜小學下午校，以及於1996年開辦的台山商會黃達道紀念學校。
台山商會黃達道紀念學校（T.S.A. Wong Tat To Memorial School）創校於1996年，由香港台山商會主辦，校訓為「勤誠樸潔」，是政府津貼全日制男女小學。學校曾以免費書簿、校車及午膳吸引學生，但附近有多所「千禧學校」競爭，以及鄰近的錦豐苑有三幢居屋受停售居屋政策影響，要延至2008年才出售並入伙，最後仍因收生不足，2006年9月新學年被勒令停辦小一，申請特別視學失敗而回，但隨即與沙田區內宣道會陳元喜小學合併「救校」。因此，兩校於2007年正式合併，沿用原黃達道紀念學校校舍；而本身在該區租用堂址的「中華宣道會鞍盛堂」，亦隨即併入此校營運。

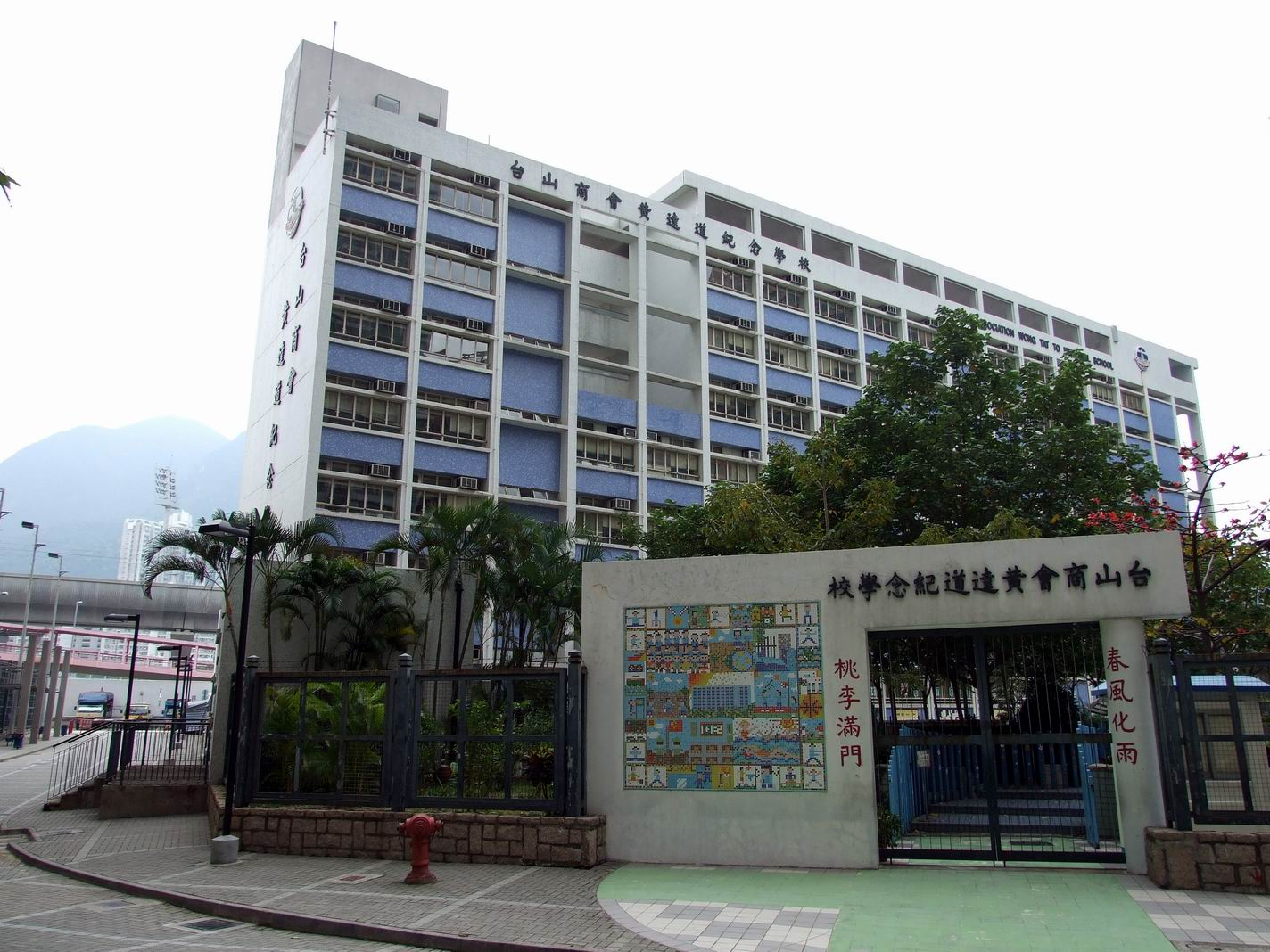
台山商會黃達道紀念學校正門
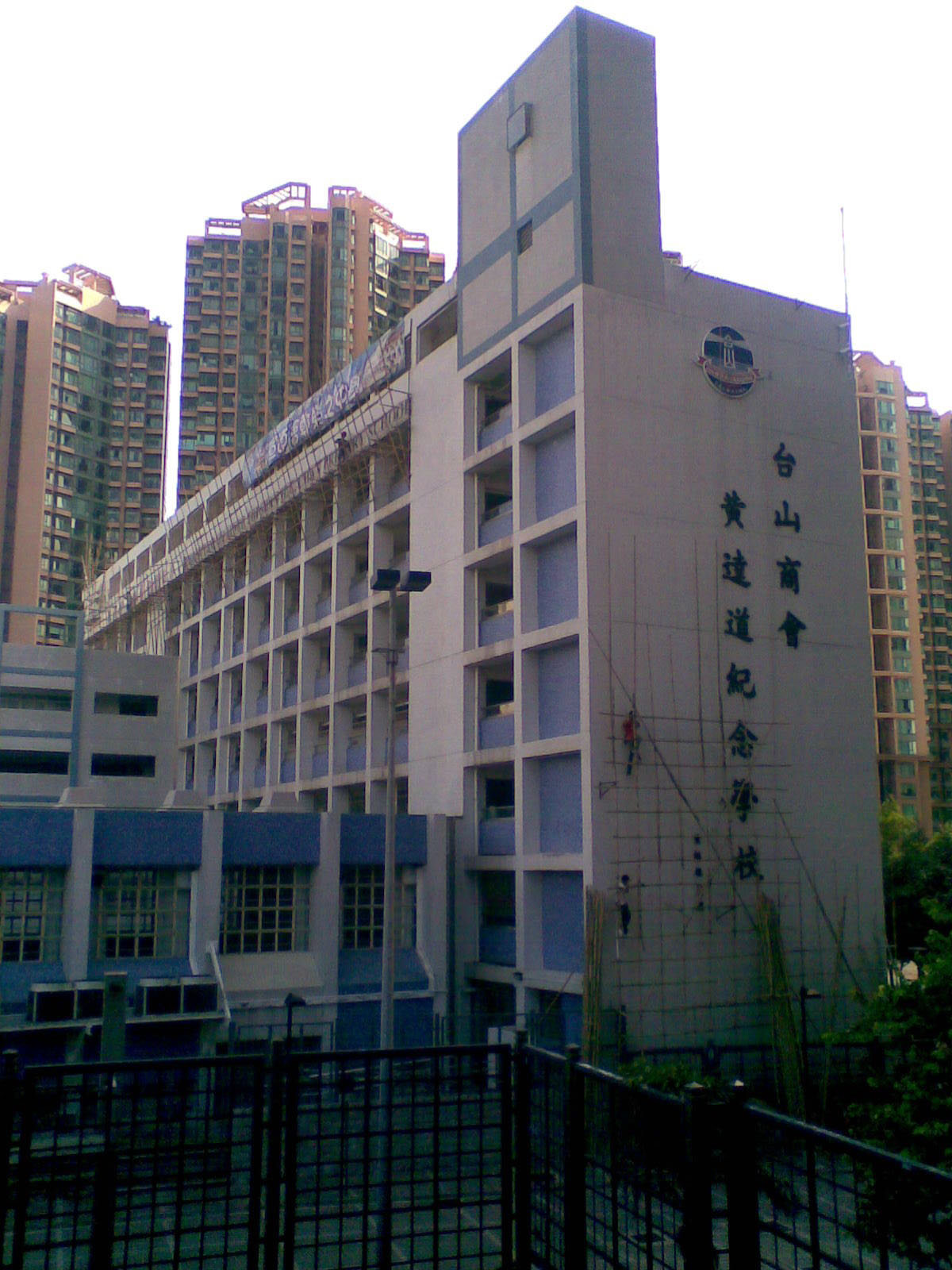
搭棚
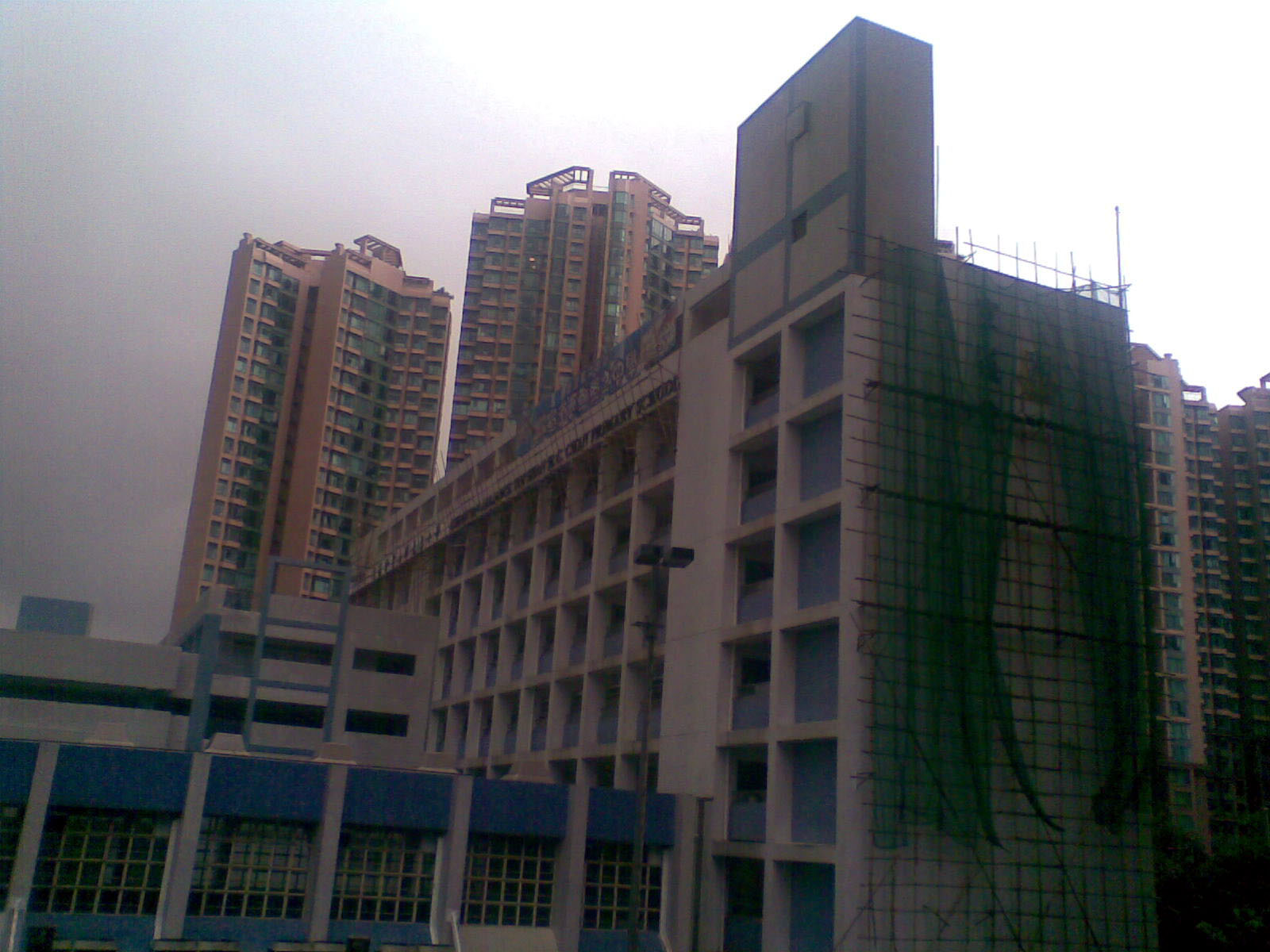
裝修
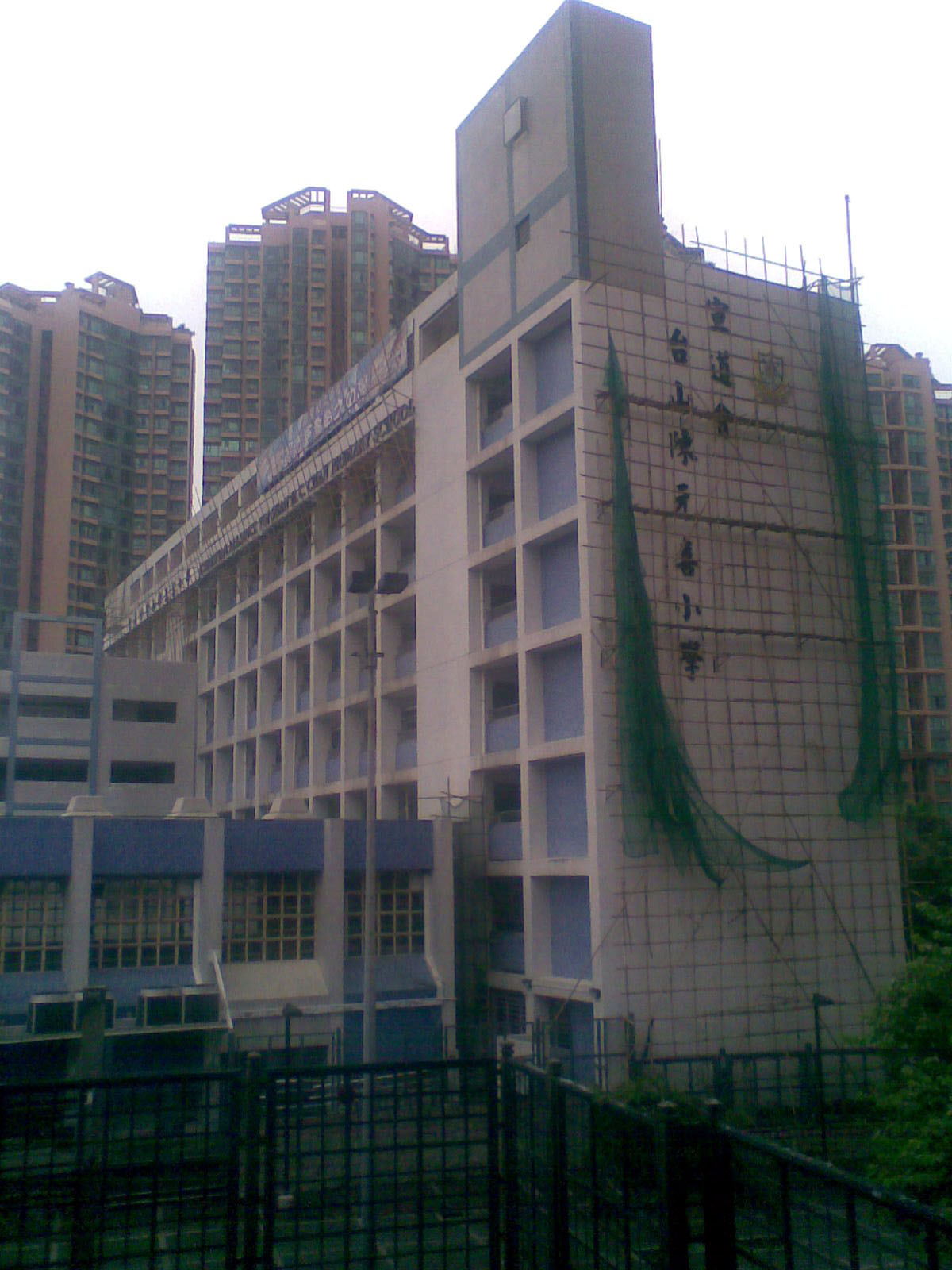
裝修
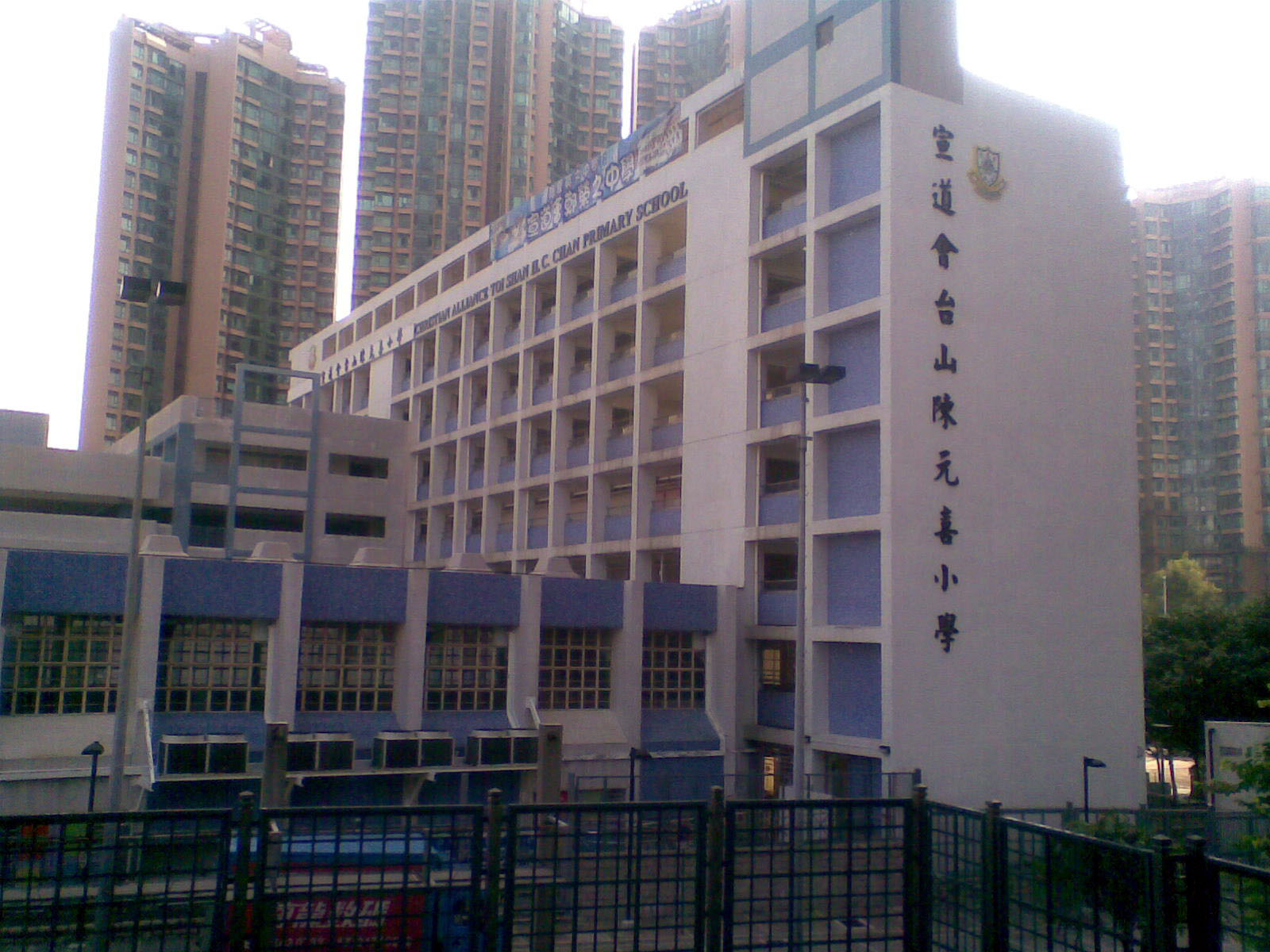
目前的學校名稱

## 設施
學校為一座經擴建的1988年版小學靈活式校舍，主樓高7層，設有30個基本課室（均有電腦、電視機、空調）、2個操場、禮堂、圖書館、實驗室、輔導室、家長資源中心、電腦室、學生活動室、英文閱讀室、教學支援室、音樂室及視藝室等，亦設有1部升降機支援有特殊需要的學生。校舍屬頌安邨一期工程一部分，由瑞安建業承建，1996年完工。
宣道會台山陳元喜小學的禮堂是立法會選舉新界東南地方選區及區議會選舉沙田區議會沙田北選區的投票站。

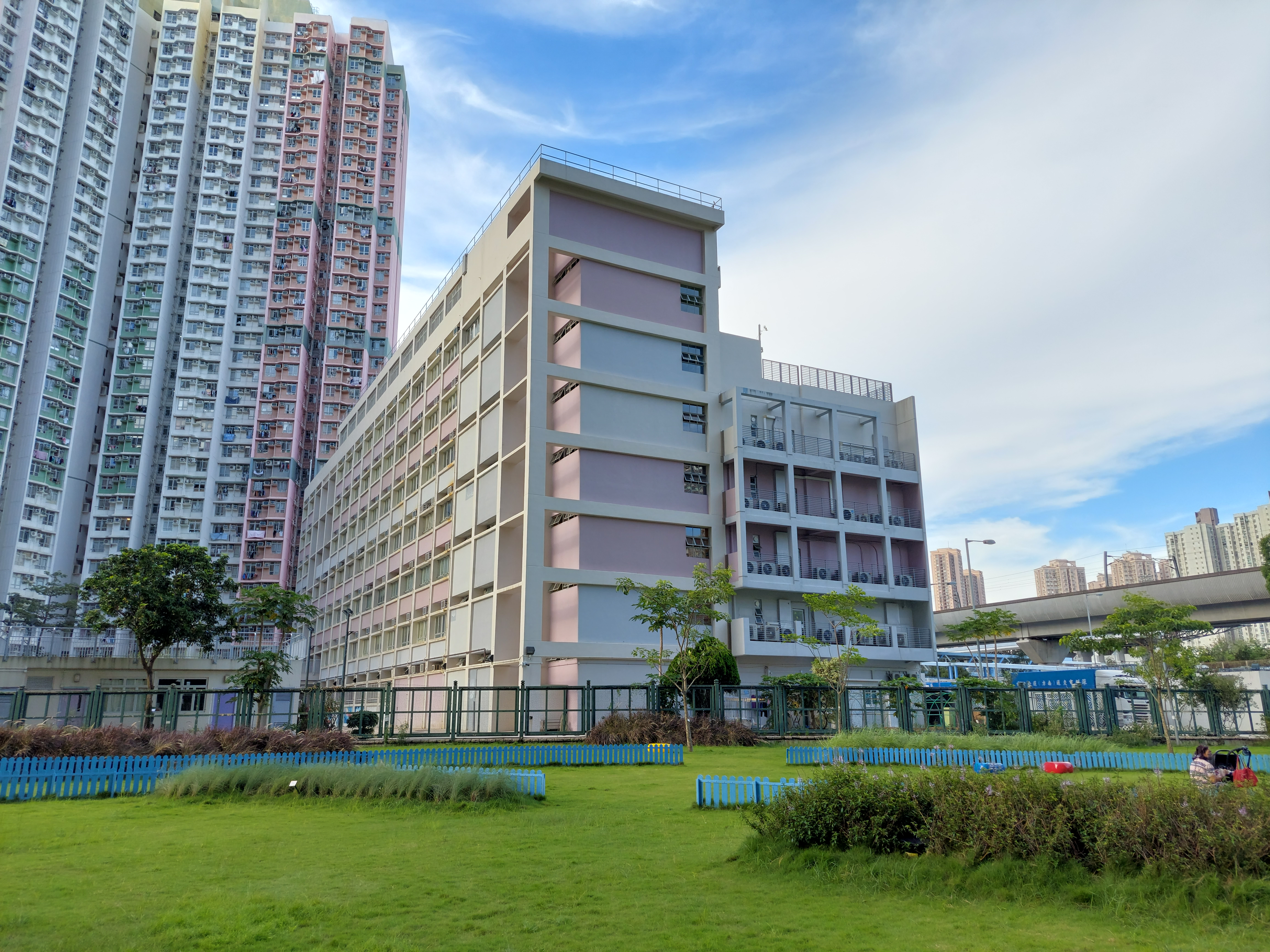
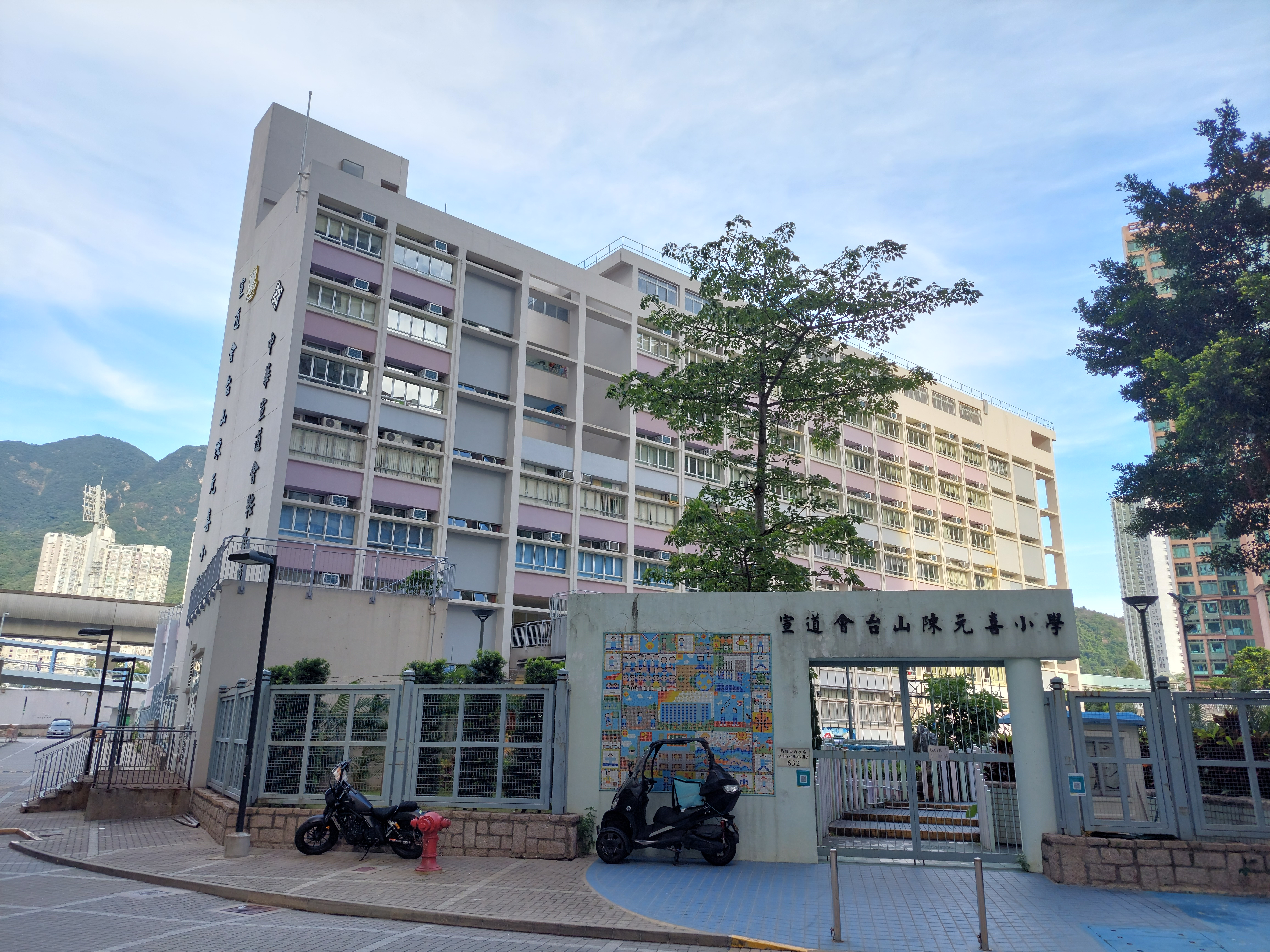
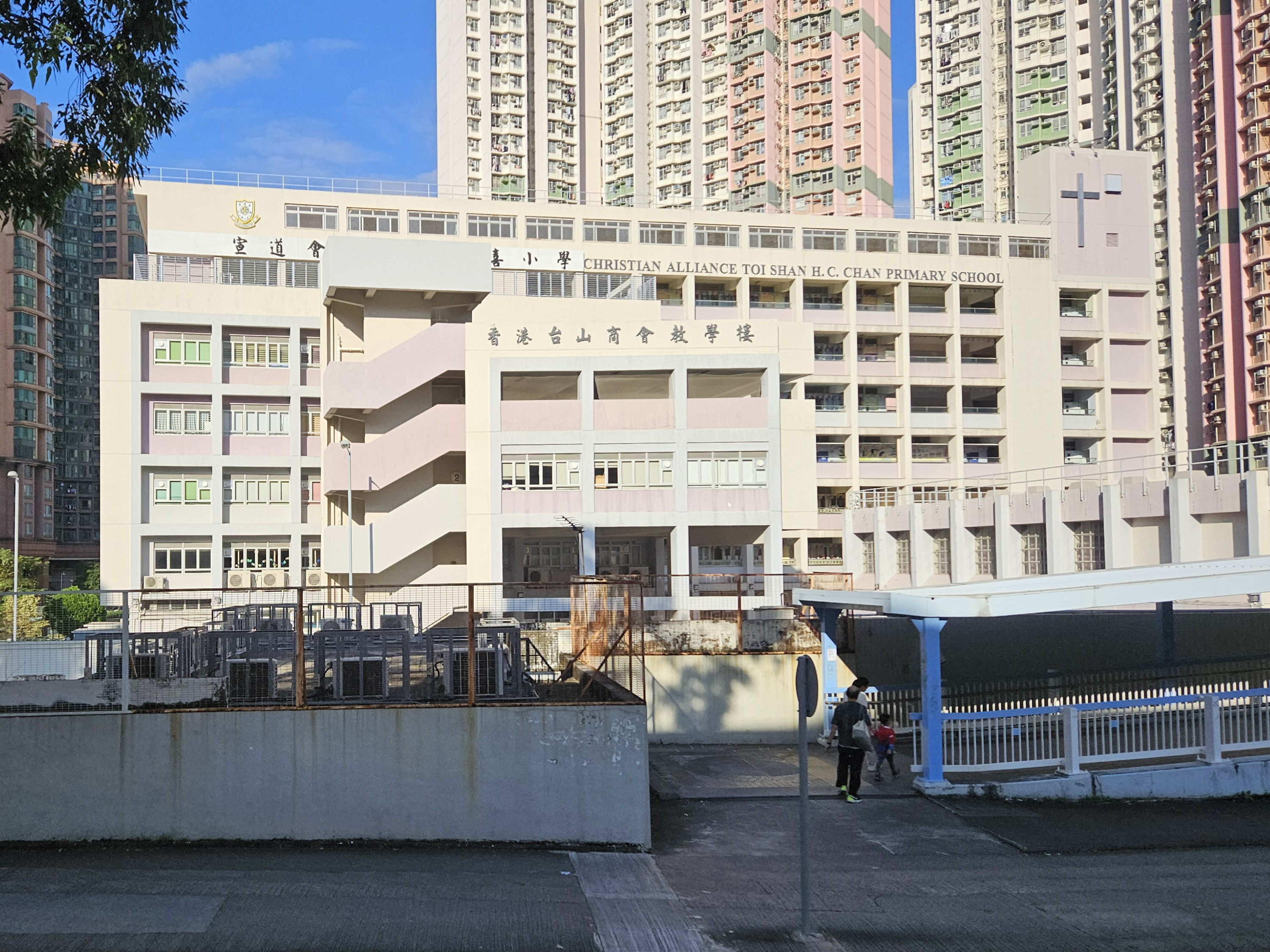

## 歷任校長

### 黃達道紀念學校時代
- 李英華先生（1996年-2007年，其後兩校合併）

### 台山陳元喜小學時代
- 鄧天恩女士（2007年-2013年，從陳元喜小學下午校過渡）
- 岑韻蘭女士（2014年-2024年）
- 袁慧詩女士（2024年起，現任校長）

## 著名/傑出校友
- 朱芸編（下午校小六畢業）：香港音樂家[5]

## 註解
1. ↑  全稱為「香港九龍塘基督教中華宣道會台山陳元喜小學」